# Florian Cosandey
Florian Cosandey (Sainte-Croix, 16 de junio de 1897 - Lausana, 28 de noviembre de 1982) fue un docente, botánico vaudense, conservador del Museo botánico cantonal y del Jardín botánico de Montriond.

## Biografía
Fue primeramente ingeniero constructor, después obtiene una licencia en ciencias naturales. Luego de su doctorado sobre las desmidiáceas, de las algas microscopiques, comenzó a investigar en compañía de Charles Meylan a Santa-Cruz. Fue nombrado en 1936 director del Instituto botánico de la Universidad de Lausana donde sucede a Ernst Wilczek. Y, decano de la Facultad de ciencias de 1940 a 1944, y rector de la Universidad de 1948 a 1950.
Cosandey realizó varios trabajos que lo traen a estudiar la hidrobiología de varios lagos, especialmente el de Bret, así como de microorganismos (algas y polenes fósiles) de la turbera de las Tenasses sobre Vevey. Fue en algún modo el instigador de la paleobotánica en Lausana.
Es sobre todo como responsable del traslado del Jardín botánico desde Couvaloup a Montriond por el que Cosandey fue muy conocido. Retomando, en 1937, lo que Ernest Wilczek había comenzado en 1914, el profesor Cosandey estableció un cuaderno de las cargas para un nuevo Jardín botánico cuya organización arquitectónica se le confió a Alphonse Laverrière y la construcción paisajística a Charles Lardet.
El biólogo ve el jardín como una representación de la diversidad vegetal del cantón en un marco más bien bucólico con pequeños senderos que recuerdan aquellos de las viñas, mientras que el arquitecto-urbanista, fuerte de la creación de los cementerios lausanos, tiene una visión mucho más majestuosa. El jardín de Montriond es un equilibrio entre esas dos visiones. En un espacio fuertemente estructurado, reagrupa los principales situaciones donde crecen plantas.

## Algunas publicaciones
- 1964. La Tourbière des Tenasses sur Vevey. Matériaux pour le levé géobotanique de la Suisse 45. Publicó Huber, 320 p.
- Delorme Suzanne. FIorian Cosandey. 1948. ... Les plantes et la vie. En: Revue d'histoire des sciences et de leurs applications 1 (3): 287-288.
- 1945. Les plantes et la vie. Sciences et médecine. Série des sciences naturelles. Publicó F. Rouge, 190 p.
- 1942. Les naturalistes Thomas et leurs amis. Publicó Libr. F. Rouge & Cie. 60 p.
- 1934. Contribution à la connaissance des Desmidiacées des environs de Sainte-Croix. Mémoires de la Société vaudoise des sciences naturelles. Publicó Impr. Commerciale, 90 p.